# Nina Façon
Nina Façon (* 5. August 1909 in Ploiești; † 24. November 1974 in Bukarest) war eine rumänische Romanistin, Italianistin und Übersetzerin.

## Leben und Werk
Nina Façon war Lektorin für Rumänisch an der Universität Padua. Sie promovierte 1938 bei Ramiro Ortiz mit der Arbeit Michelangelo Poet (Bukarest 1939). Sie überlebte die Judenverfolgung und übernahm in Bukarest (als Nachfolgerin von Alexandru Marcu) den Lehrstuhl für Italianistik.
2009 wurde an der Universität Bukarest zu ihrem Andenken ein Kolloquium veranstaltet.

## Weitere Werke
- Concepţia omului activ. Studii, Bukarest 1946
- (Übersetzerin) Niccolò Machiavelli, Principele, Bukarest 1960, 1999, 2006
- Corso di storia della letteratura italiana (1860-1960), Bukarest 1962
- Problemele limbii literare în cultura italiana, Bukarest 1962
- (mit anderen) Dicţionar italian-romîn, Bukarest 1963 (916 Seiten)
- (mit anderen) Piccolo vocabolario romeno-italiano e italiano-romeno dell'uso moderno, Bologna 1963
- (Hrsg. und Übersetzerin) Giosuè Carducci, Scrieri alese, Bukarest 1964
- Istoria limbii italiene, Bukarest 1965
- (Hrsg. und Übersetzerin) Francesco De Sanctis, Istoria literaturii italiene [Storia della letteratura italiana], Bukarest 1965
- (Hrsg. und Übersetzerin) Silvio Pellico, Închisorile mele [Le Mie prigioni], Bukarest 1965
- Intelectualul și epoca sa. Studii de istorie literară italiană, Bukarest 1966
- (Hrsg. und Übersetzerin) Niccolò Machiavelli, Istoriile florentine, Bukarest 1967
- Blaise Pascal, Bukarest 1969
- (Hrsg. und Übersetzerin) Giambattista Vico, Principiile unei știine̦ noi cu privire la natyura comună a națiunilor, Bukarest 1972
- (mit Doina Condrea-Derer, Andreia Vanci-Birtolon) Dicţionar cronologic. Literatura italiană, Bukarest 1974
- Varia italica. Studii, Bukarest 1975
- Dicționar enciclopedic al literaturii italiene, Bukarest 1982